# Halil Altıntop
Halil Altıntop, född 8 december 1982 i Gelsenkirchen, Västtyskland, är en turkisk före detta fotbollsspelare. Han spelade för det turkiska landslaget. Han är  enäggstvilling till Hamit Altıntop, som också är fotbollsspelare.